# Liste der Abgeordneten zum Salzburger Landtag (12. Gesetzgebungsperiode)
Diese Liste der Abgeordneten zum Salzburger Landtag (12. Gesetzgebungsperiode) listet alle Abgeordneten zum Salzburger Landtag in der 12. Gesetzgebungsperiode (von 1999 bis 2004) auf. Die erste Sitzung des Salzburger Landtags in dieser Periode fand am 27. April 1999 statt.
Die Verteilung der Mandate nach der Landtagswahl in Salzburg 1999 lautet: ÖVP 15, SPÖ 12, FPÖ 7, Grüne 2. Auf Grund der geringen Abgeordnetenzahl können die Grünen Abgeordneten keinen eigenen Klub, sondern nur eine eigene Fraktion im Salzburger Landtag bilden.
| Name                    | Fraktion | Anmerkung                                                             |
| ----------------------- | -------- | --------------------------------------------------------------------- |
| Blattl Rosemarie        | FPÖ      |                                                                       |
| Bommer Maria            | SPÖ      | 3. Landtagspräsidentin                                                |
| Breitfuß Ilse           | ÖVP      |                                                                       |
| Brenner David           | SPÖ      |                                                                       |
| Doppler Rupert          | FPÖ      |                                                                       |
| Essl Lukas              | FPÖ      |                                                                       |
| Fletschberger Theresia  | ÖVP      |                                                                       |
| Griessner Georg         | ÖVP      | Klubvorsitzender, ab 24. Oktober 2001 1. Landtagspräsident            |
| Hammerschmied Helga     | SPÖ      | Ab 24. Oktober 2001 für Alfons Schröcker                              |
| Hofer Margit            | ÖVP      | Klubvorsitzender-Stellvertreterin                                     |
| Holztrattner Johann     | SPÖ      | 2. Landtagspräsident                                                  |
| Illmer Simon            | ÖVP      |                                                                       |
| Lindenthaler Helmut     | ÖVP      |                                                                       |
| Mayr Josef              | SPÖ      | Klubvorsitzender-Stellvertreter                                       |
| Mosler-Törnström Gudrun | SPÖ      | Klubvorsitzender-Stellvertreterin                                     |
| Naderer Helmut          | FPÖ      | Klubvorsitzender                                                      |
| Neureiter Michael       | ÖVP      | Klubvorsitzender-Stellvertreter                                       |
| Ossberger Hilde         | SPÖ      |                                                                       |
| Petrisch Bernd          | ÖVP      | Klubvorsitzender-Stellvertreter ab 24. Oktober 2001                   |
| Rainer Wolfgang         | SPÖ      |                                                                       |
| Reiter Heidi            | Grüne    |                                                                       |
| Rogatsch Gerlinde       | ÖVP      |                                                                       |
| Roßmann Werner          | ÖVP      | Klubvorsitzender-Stellvertreter, ab 24. Oktober 2001 Klubvorsitzender |
| Saliger Wolfgang        | ÖVP      |                                                                       |
| Sampl Josef             | ÖVP      | Ab 24. Oktober 2001 für Helmut Schreiner                              |
| Scheiber Matthias       | ÖVP      |                                                                       |
| Schnell Karl            | FPÖ      | Klubvorsitzender                                                      |
| Schöppl Andreas         | FPÖ      | Klubvorsitzender                                                      |
| Schreiner Helmut        | ÖVP      | 1. Landtagspräsident, im Amt verstorben                               |
| Schröcker Alfons        | SPÖ      | bis 25. September 2001                                                |
| Schwaighofer Cyriak     | Grüne    |                                                                       |
| Stadlober Roswitha      | ÖVP      |                                                                       |
| Steidl Walter           | SPÖ      |                                                                       |
| Strebl Anita            | SPÖ      |                                                                       |
| Thaler Walter           | SPÖ      | Klubvorsitzender                                                      |
| Wagner-Schöppl Gertraud | ÖVP      |                                                                       |
| Wiedermann Friedrich    | FPÖ      |                                                                       |
| Zehentner Robert        | SPÖ      |                                                                       |

## Quelle
Diese Liste wurde auf Grund der Sitzungsprotokolle des Landtags erstellt.